# Pseudastasia opulenta
Pseudastasia opulenta är en fjärilsart som beskrevs av Walsingham 1909. Pseudastasia opulenta ingår i släktet Pseudastasia och familjen signalmalar. Inga underarter finns listade i Catalogue of Life.